# Julianna Margulies
Julianna Margulies (Spring Valley, Nova York, 8 de juny de 1966) és una actriu estatunidenca. Descoberta pel gran públic per la seva interpretació de la infermera Carol Hathaway a la sèrie mèdica Urgències durant els anys 1990, destaca als anys 2010 per la seva interpretació de l'advocada Alicia Florrick, l'heroïna de la sèrie judicial The Good Wife.
El seu paper a la sèrie ER li val l'any 1995 el premi Emmy a la « Millor actriu secundària », i a The Good Wife dos Emmys l'any 2011 i 2014 a la categoria « Millor actriu », així com un Premis Globus d'Or l'any 2010.
El 2015,la revista  TIME la va mostrar com una de les 100 persones més influents del món. També va ser guardonada amb el Hollywood Walk of Fame.

## Biografia

### Família i infantesa
Originària d'una família jueva, els pares de Julianna Margulies són descendents d'Àustria, d'Hongria i de Romania. De nena, va viure a Nova York, França i Anglaterra.

### Anys 1990: començaments i revelació televisiva
L'any 1994, després d'algunes aparicions a sèries de televisió, Julianna Margulies aconsegueix un paper secundari al pilot d'una nova sèrie mèdica americana, Urgències. El seu personatge, la infermera Carol Hathaway, havia de desaparèixer al terme del primer episodi, en una temptativa de suïcidi. Però, davant de l'acollida positiva del públic, l'actriu s'incorpora al repartiment principal de la sèrie.
La relació sentimental del seu personatge amb el doctor Doug Ross, interpretat per George Clooney, esdevé l'una de les intrigues més populars de la sèrie i l'actriu veu la seva interpretació ràpidament saludada. Des de 1995, assoleix el premi Emmy a la millor actriu secundària i, després, quatre nominacions a la categoria « Millor actriu » fins al 2000.
Abandona la sèrie l'any 2000, al terme de la sisena temporada, o sigui un any després de Clooney. Declina llavors una oferta de 27 milions de dòlars per quedar-s'hi, cosa que hauria pogut fer d'ella l'actriu millor pagada de la pantalla petita.

### Anys 2000: progressió amb resultats diversos

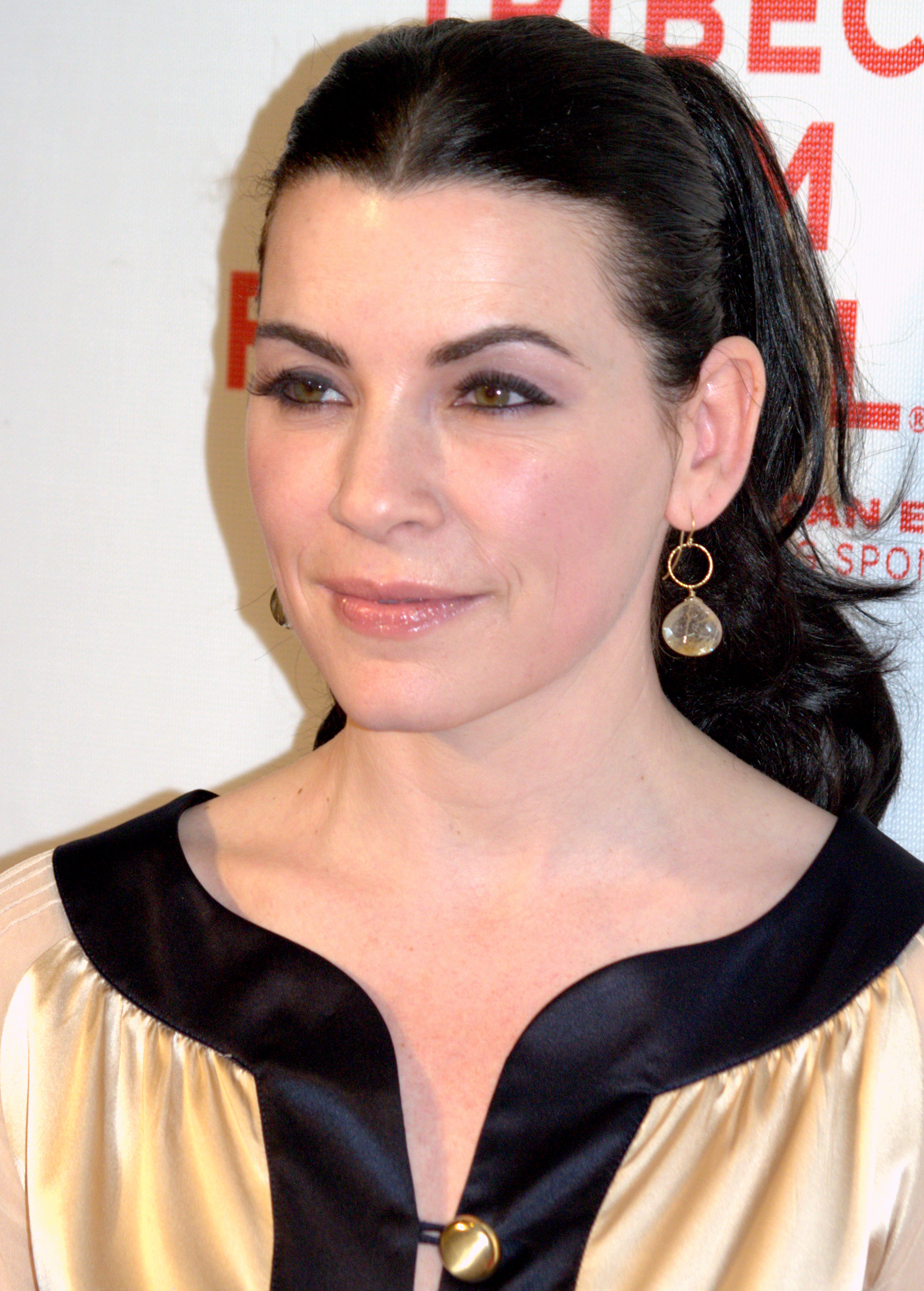
L'actriu al Festival de Cinema de Tribeca 2009, per a la presentació de City Island.

Durant els anys següents, Julianna Margulies intenta passar a la pantalla gran. L'any 2001, després haver encarnat la verinosa princesa Morgana al telefilm en dues parts The Mists of Avalon (que li suposa una nominació als Globus d'Or), té el primer paper femení del drama Servei de companyia, enfront d'Andy Garcia. L'any 2002, dona la rèplica a Pierce Brosnan al melodrama Evelyn, i porta el film de terror Ghost Ship: vaixell fantasma. Cap d'aquests projectes no li permet no obstant això d'imposar-se. Paral·lelament, torna a l'escenari per a una recuperació dels Monòlegs de la vagina.
Torna després a la televisió. En principi per al telefilm històric Hitler: El Naixement del mal (2003), després per als sis episodis de la mini-sèrie thriller Estat d'alerta (2004), enfront d'una altra antiga estrella de televisió, Dylan McDermott. La seva actuació és saludada amb una nominació als Globus d'Or. S'aventura també pel terreny de la comèdia, participant en dos episodis de la quarta temporada de Scrubs.
L'any 2005, les seves noves temptatives cinematogràfiques passen desapercebudes: el thriller Slingshot surt directament en vídeo, i la parodia Serps a l'avió no es converteix en un film de culte pel seu concepte i l'actuació del seu actor principal, Samuel L. Jackson. L'any 2006, va acabar en el cinema independent: en principi acceptant un segon paper a la romàntica The Darwin Awards, després forma part del repartiment de la comèdia dramàtica Beautiful Ohio. 
Decideix llavors tornar cap a les sèries de televisió. Un retorn iniciat amb precaució l'any 2006-2007. Accepta en principi encarnar una dona fatal en tres episodis de la sisena temporada de l'aclamada sèrie de HBO, The Sopranos. Té també el primer paper femení de la minisèrie The Lost Room, enfront d'una altra figura de la televisió, Peter Krause.
L'any 2008, torna en el paper del títol d'una sèrie judicial, que ella coprodueix igualment, Canterbury's Law, on oficia com a advocada implacable. El programa és no obstant això un fracàs d'audiència i desapareix al cap de sis episodis. Roda a continuació un film independent, City Island, per al qual troba Andy García, i que rep excel·lents crítiques.

### Anys 2010: retorn televisiu al primer pla

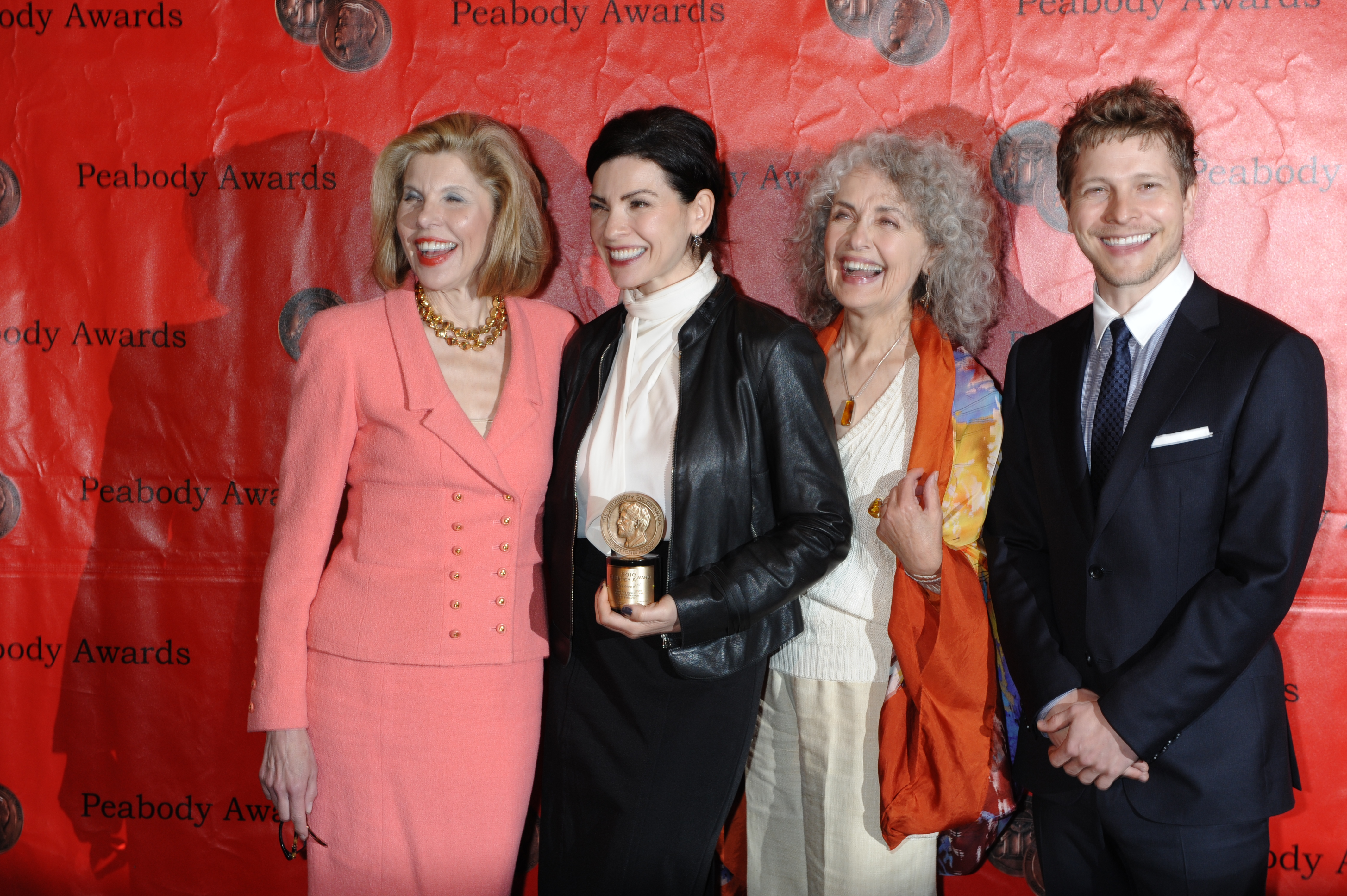
Christine Baranski, Julianna Margulies, Mary Beth Peil i Matt Czurchy, en la 70a cerimònia dels premis Peabody, l'any 2011.

Julianna Margulies persisteix no obstant això en el registre judicial, des de la tornada el 2009 en el paper principal de l'ex-mestressa de casa que ha arribat a advocada, Alicia Florrick, per a la sèrie dramàtica The Good Wife. El programa va ser aclamat per la crítica, i suposa per l'actriu una nominació a l'Emmy a la millor actriu en una sèrie dramàtica des del primer any, així com el Globus d'Or a la millor actriu dramàtica. Serà nominada per a aquest premi per a cadascuna de les set temporades de la sèrie, que tindrà excel·lents audiències i s'exportarà a diversos països. Del costat dels Emmys, rebrà el trofeu dues vegades: l'any 2011 i 2014, per al seu treball la segona i cinquena temporades. Durant les set temporades, l'actriu es va posar de manera creixent a la producció, però la relació amb la seva sòcia, l'actriu Archie Panjabi, porta aquesta última a la sortida al final de la penúltima temporada.
Paral·lelament a The Good Wife, l'actriu només participa en un sol llargmetratge, la comèdia thriller Stand Up Guys, al primer paper femení davant d'Al Pacino, Christopher Walken i Alan Arkin, que surt l'any 2012.
Al final de la sèrie, aconsegueix un paper secundari a la comèdia dramàtica Untouchable, de Neil Burger, remake del clàssic francès Intocable, d'Olivier Nakache i Éric Toledano. El film, rebatejat The Upside, surt el març de 2018.

### Vida privada

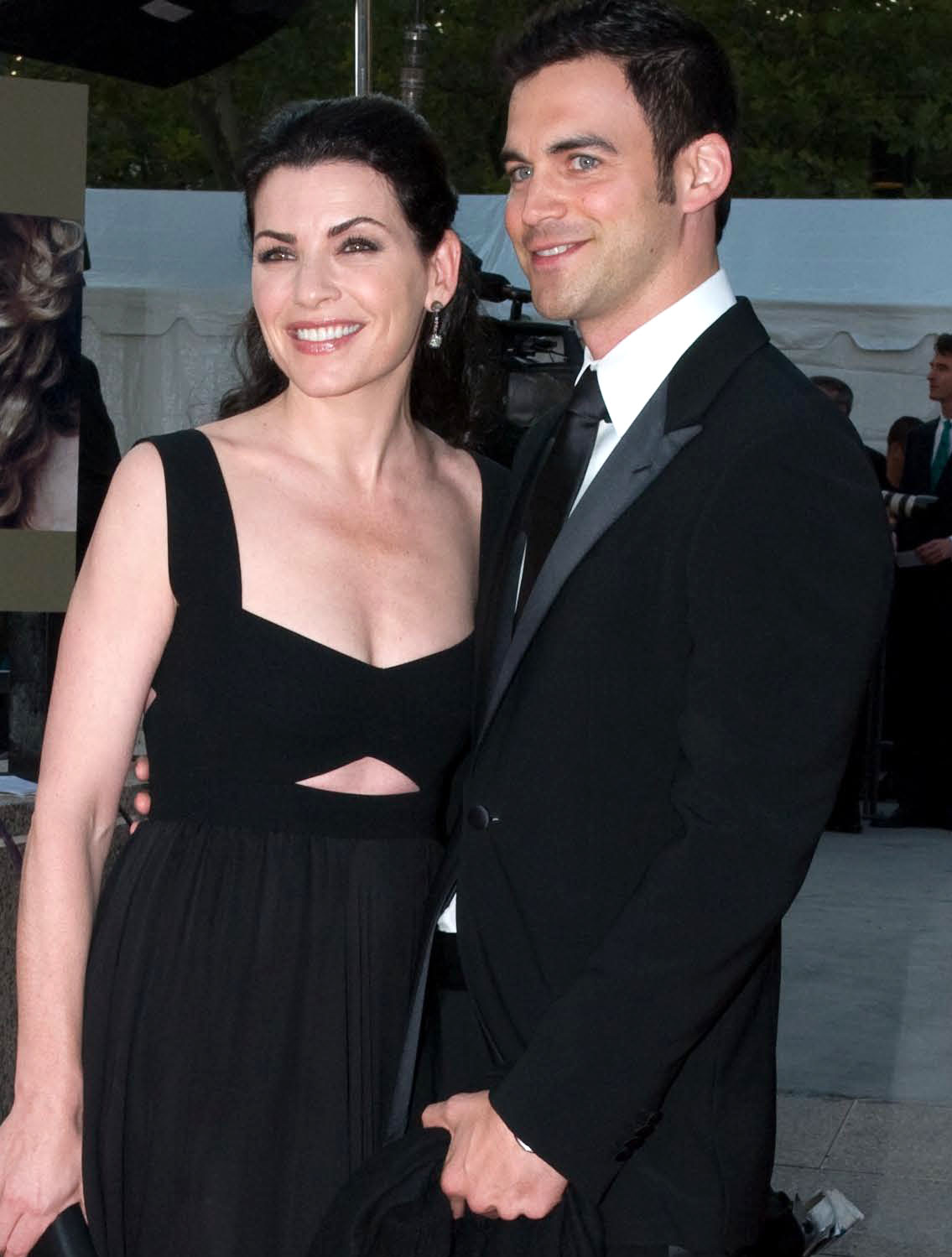
Julianna Margulies al costat del seu espòs el setembre de 2008.

Julianna Margulies està casada amb Keith Lieberthal des de novembre del 2007. Tenen un fill, Kieran Lindsay Lieberthal, nascut el gener de 2008.

## Filmografia

### Cinema
- 1991: Out for Justice de John Flynn: Rica
- 1997: Traveller de Jack N. Green: Jean
- 1997: Paradise Road de Bruce Beresford: Topsy Merritt
- 1998: The Newton Boys de Richard Linklater: Louise Brown
- 1998: A Price Above Rubies de Boaz Yakin: Rachel
- 2000: What's Cooking ? de Gurinder Chadha: Carla
- 2000: Dinosaure d'Eric Leighton i Ralph Zondag: Neera (veu)
- 2001: Servei de companyia: Dena Tiller
- 2001: Evelyn: Bernadette Beattie
- 2002: Ghost Ship: vaixell fantasma: Maureen Epps
- 2002: Searching for Debra Winger: Ella mateixa
- 2005: Serps a l'avió: Claire Miller
- 2006: The Darwin Awards: Carla
- 2009: City Island: Joyce Rizzo
- 2013: Stand Up Guys: Nina Hirsch
- 2017: The Upside de Neil Burger
- 2018: Three Christs de Jon Avnet: Ruth

### Televisió
- 1992: New York, Law and Order (episodi 17): Tinent Ruth Mendoza
- 1994: S'ha escrit un crim (temporada 10, episodi 9): Rachel Novaro
- 1994-2000: Urgències (ER): Carol Hathaway
- 1997: Austin Powers: Internacional Man of Mystery Special de Bruce Leddy i Joe Perota: The Swingers Club
- 2001: The Mists of Avalon d'Uli Edel: Morgane
- 2003: Hitler: The Rise of Evil de Christian Duguay: Helene Hanfstaengl
- 2004: The Grid: Maron Jackson
- 2004: Scrubs (temporada 4, episodi 9 i 10): Neena Broderick
- 2006: The Lost Room (mini-sèrie): Jennifer Bloom
- 2006: The Sopranos (temporada 6, episodis 6 a 12): Julianna Skiff
- 2006: Armenian Genocide: la narradora
- 2008: Canterbury's Law: Elizabeth Canterbury
- 2009: Urgències (ER) (temporada 15, episodi 19): Carol Hathaway (cameo)
- 2009 - 2016: The Good Wife: Alicia Florrick

## Premis

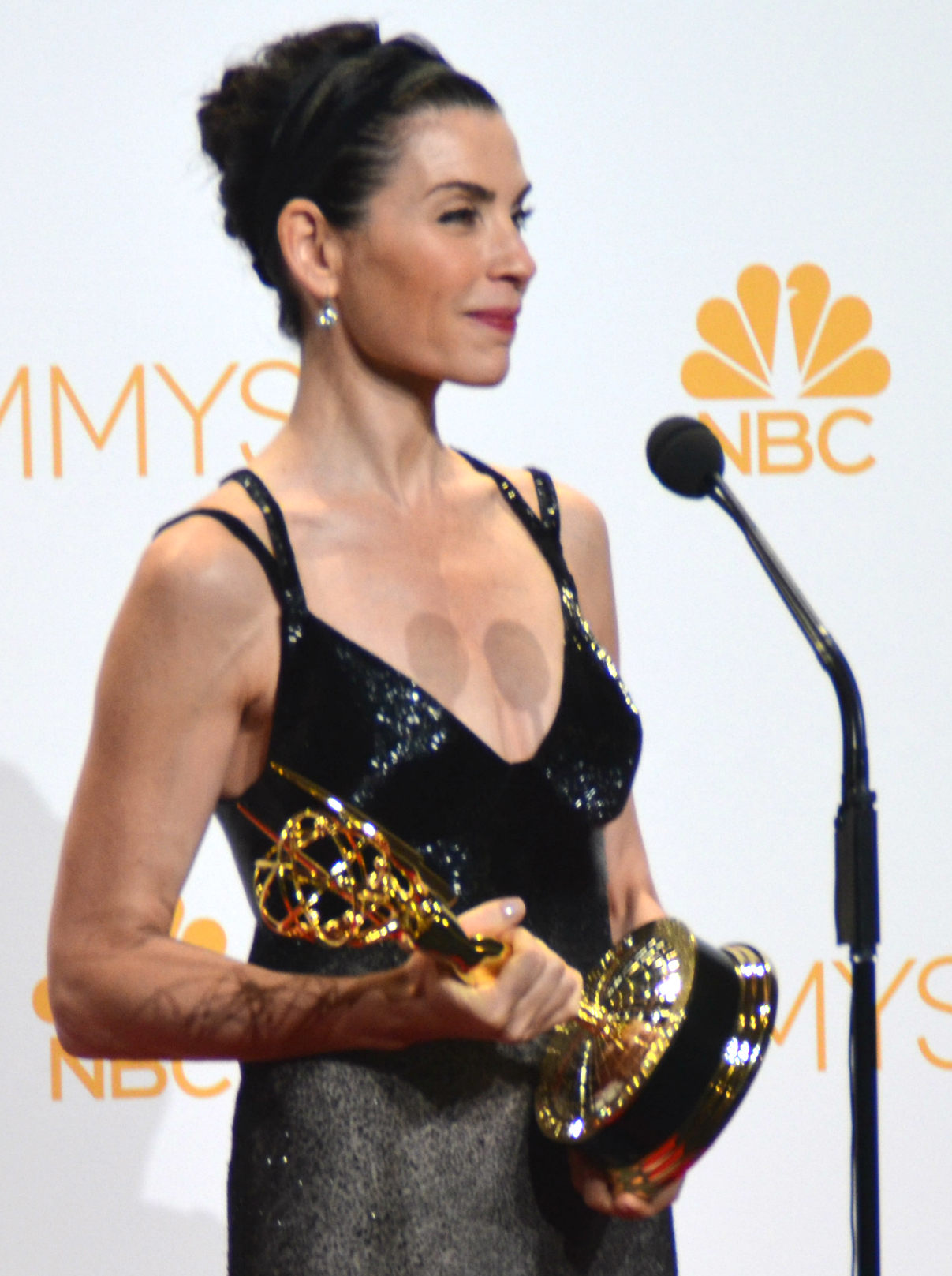
L'actriu amb el seu segon Premi Emmy a la millor actriu a una sèrie de televisió dramàtica l'any 2014.

- Primetime Emmy Awards 1995: Millor actriu a un segon paper a una sèrie de televisió dramàtica per a Urgències (1994-2000).
- 1995: Viewers for Quality Television Awards a la millor actriu a una sèrie de televisió dramàtica per a Urgències (1994-2000).
- 3a cerimònia dels Premis Screen Actors Guild[8]1997: millor Repartiment a una sèrie dramàtica per a Urgències (1994-2000) compartida amb George Clooney, Anthony Edwards, Laura Innes, Eriq La Sala, Gloria Reuben, Sherry Stringfield i Noah Wyle.
- 4a cerimònia dels Premis Screen Actors Guild 1998: millor Repartiment a una sèrie dramàtica per a Urgències (1994-2000) compartida amb Maria Bello, George Clooney, Anthony Edwards, Laura Innes, Alex Kingston, Eriq La Sala, Gloria Reuben i Noah Wyle.
- 4a cerimònia dels Premis Screen Actors Guild 1998: millor actriu per a Urgències (1994-2000).
- 5a cerimònia dels Premis Screen Actors Guild 1999: millor actriu per a Urgències (1994-2000).
- 5a cerimònia dels Premis Screen Actors Guild 1999: millor Repartiment a una sèrie dramàtica per a Urgències (1994-2000) compartida amb George Clooney, Anthony Edwards, Laura Innes, Alex Kingston, Eriq La Sala, Kellie Martin, Gloria Reuben i Noah Wyle.
- 67a cerimònia dels Globus d'Or 2010: millor actriu a una sèrie dramàtica per a The Good Wife (2009-2016).
- 16a cerimònia dels Premis Screen Actors Guild 2010: millor actriu per a The Good Wife (2009-).
- 1a cerimònia dels premis Critics' Choice Television 2011: millor actriu en una sèrie dramàtica per a The Good Wife (2009-).
- 63a cerimònia dels premis Primetime Emmy 2011: Primetime Emmy a la millor actriu en sèrie dramàtica per a The Good Wife (2009-2016).
- 17a cerimònia dels premis Screen Actors Guild 2011: millor actriu per a The Good Wife (2009-).
- 66a cerimònia dels Premis Primetime Emmy 2014: Primetime Emmy a la millor actriu en sèrie dramàtica per a The Good Wife (2009-).